# Бєльцький район
Бє́льцький райо́н — адміністративно-територіальна одиниця Молдавської РСР, що існувала від 11 листопада 1940 до 25 грудня 1962 року.

## Історія
Як і більшість районів Молдавської РСР, утворений 11 листопада 1940 року, центр — місто Бєльці. До 16 жовтня 1949 року перебував у складі Бєльцького повіту, після скасування повітового поділу перейшов у безпосереднє республіканське підпорядкування.
Від 31 січня 1952 року до 15 червня 1953 року район входив до складу Бєльцького округу, після скасування окружного поділу знову перейшов у безпосереднє республіканське підпорядкування.
25 грудня 1962 року Бєльцький район разом із низкою інших районів ліквідовано, згодом його територія виявилася розділеною між Дрокійським, Лазовським, Ришканським та Фалештським районами. Місто Бєльці стало самостійною адміністративною одиницею.

## Адміністративний поділ
Станом на 1 березня 1961 року до району входили 1 місто (Бєльці) і 13 сільрад: Алексендреньська, Єлизаветівська, Куболтська, Меренденська, Моара-де-П'ятре, Наталієвська, Ніколаївська, Новоаснашанська, Пелінійська, Пирліцька, Софійська, Стародобрудзька і Стримбська.